# Dobryń Duży
Dobryń Duży – wieś w Polsce, położona w województwie lubelskim, w powiecie bialskim, w gminie Zalesie.
W latach 1809–1954 istniała gmina Dobryń. W latach 1975–1998 miejscowość administracyjnie należała do województwa bialskopodlaskiego.
Wieś jest sołectwem w gminie Zalesie. Według Narodowego Spisu Powszechnego z roku 2011 wieś liczyła 606 mieszkańców.
Wierni Kościoła rzymskokatolickiego należą do parafii Przemienienia Pańskiego w Malowej Górze.

## Części wsi
| SIMC    | Nazwa     | Rodzaj    |
| ------- | --------- | --------- |
| 0022740 | Kopelówka | część wsi |
| 0022757 | Pasieki   | część wsi |
| 0022763 | Zamienna  | część wsi |

Co najmniej od I połowy XVIII w. do 1916 w Dobryniu Dużym znajdowała się cerkiew, początkowo unicka, zaś po likwidacji unickiej diecezji chełmskiej – prawosławna. Budynek ten spłonął podczas I wojny światowej i nie został odbudowany. 

Po I wojnie światowej we wsi wzniesiono natomiast kościół Chrystusa Króla, wzniesiony w latach 1924-1925, jedną ze świątyń filialnych parafii w Malowej Górze. Na terenie wsi znajduje się również wczesnośredniowieczne grodzisko oraz cmentarz żołnierzy niemieckich z I wojny światowej.

## Sport
We wsi działa powstały w 1997 roku amatorski klub piłkarski LZS Dobryń (Ludowy Zespół Sportowy Dobryń). W sezonie 2023/24 występuje w  klasie A  w grupie Biała Podlaska I. 